# Філ Вільямс
Філ Вільямс (англ. Phil Williams) — американський політик. Республіканський член палати представників Алабами від 6-го округу, з 2009 року. Закінчив університет штату Алабама в Гантсвіллі за спеціальністю міжнародний бізнес.
Вільямс вперше посів своє місце в Палаті представників Алабами в 2009 році на спеціальних виборах до округу 6 після того, як Сью Шмітц була визнана винною за трьома обвинуваченнями федеральної пошти та чотирма шахрайствами, що стосуються програми, що отримує федеральні кошти.
У 2015 році, після обвинувального вироку Майка Хаббарда за звинуваченням у корупції, Вільямс безуспішно виступав за місце спікера Алабамського будинку.
23 серпня 2017 року Вільямс оголосив, що балотуватимется від республіканської партії в окрузі 2 Сенату штату Алабама на виборах 2018 року. Праймеріз відбувся 5 червня 2018 року.